# Gemeentetram Groningen
Op 1 maart 1906 werd te Groningen de Gemeentetram Groningen (GTG) opgericht. Dit nieuwe gemeentebedrijf nam op deze datum het bestaande trambedrijf over, de 'Societé Anonyme Belge des Tramways de Groningen et de la Province' (TGP) gevestigd te Brussel. Dit bedrijf was op zijn beurt opgericht op 8 mei 1880 en exploiteerde één paardentramlijn in de stad Groningen. Tot 1910 werd de paardentractie gehandhaafd, waarna deze door elektrische tractie werd vervangen. Tegelijkertijd werd het tramnet uitgebreid naar drie lijnen. De spoorwijdte werd hierbij gewijzigd van 750 mm naar 1000 mm.

## Ontwikkeling van het lijnennet

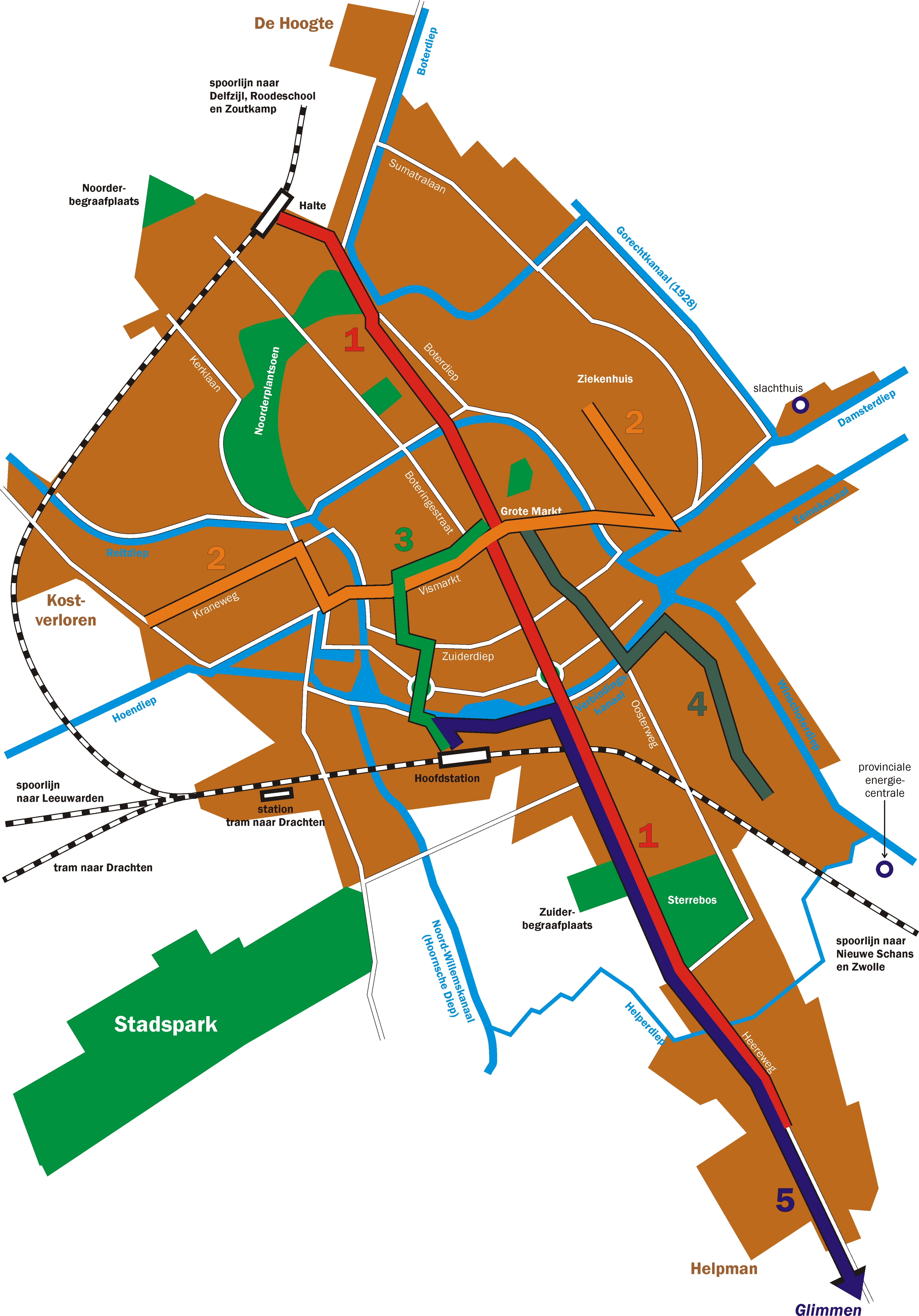
Lijnenoverzicht 1921.

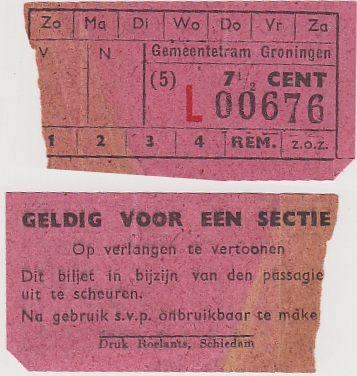

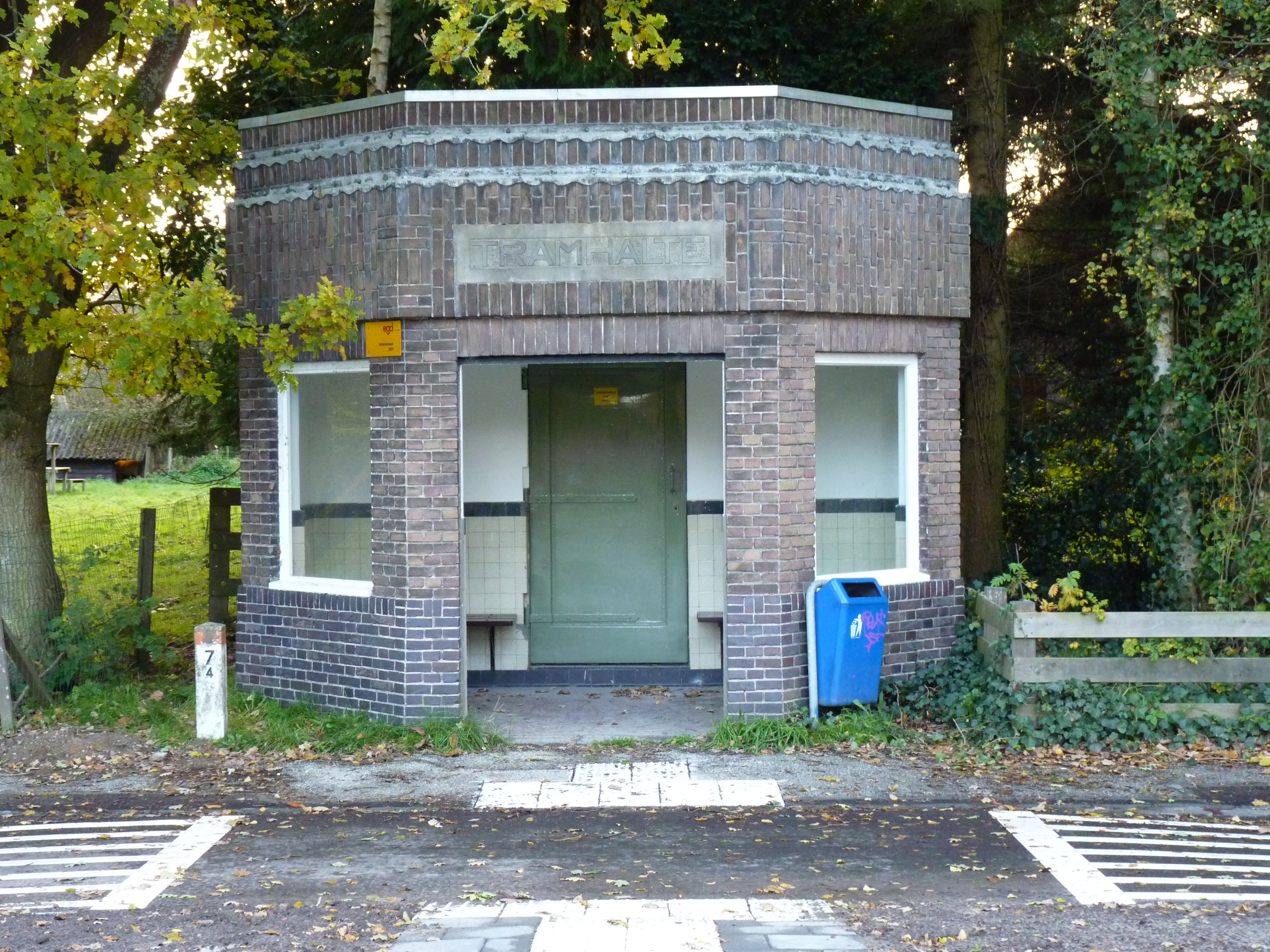
Tramwachthuisje in Haren

Op 1 maart 1910 opende de GTG de eerste twee elektrische tramlijnen. Lijn 1 reed de route Halte SS (Noorderstation) – Groote Markt – Heereweg, lijn 3 ging de verbinding verzorgen van de Grote Markt naar het Hoofdstation.
Een maand later, op 1 april 1910, werd lijn 2 geopend. Deze volgde de route Kraneweg – Akerkhof – Grote Markt – Poelestraat – Nieuweweg – Oostersingel. Lijn 4 verscheen op 1 juni 1915 en reed de route Grote Markt – Oosterstraat – Rademarkt – Veemarkt; een paar maanden werd het eindpunt verlegd via de Meeuwerderweg naar de Meeuwerderbaan.
Het lijnennet van de GTG werd in 1921 gecompleteerd met de buitenlijn, lijn 5, die het Hoofdstation via de Verlengde Heereweg ging verbinden met Haren, Glimmen en station De Punt. Dit station was gelegen in het Groningse Glimmen en niet in het 3 kilometer verderop gelegen dorp in Drenthe met die naam. Deze lijn werd in fasen geopend tussen 20 april en 1 oktober 1921. Al na een paar maanden verviel het noordelijkste lijngedeelte van lijn 5 alweer en werd het eindpunt de Emmastraat. Het net had nu een lengte van 18 kilometer.
Zes jaar later, in 1927, werd tramlijn 2 vervangen door de eerste trolleybus van Nederland, die reed van de Grote Markt naar de Kraneweg. Deze werd toen nog niet zo genoemd maar was 'een tram zonder rails'. Het oostelijke deel van lijn 2 naar de Oostersingel werd opgeheven. In 1928 werd ook de route van tramlijn 4 opgenomen in trolleybuslijn 2, die dus ging doorrijden naar de Meeuwerderweg. De proef beviel blijkbaar goed, want deze eerste trolleybuslijn bleef bestaan tot 1965. In 1949 werden ook de tramlijnen 1 en 3 door trolleybussen vervangen.
Buitenlijn 5 werd opgeheven omdat het steeds drukker wordende verkeer op de Rijksstraatweg een probleem ging vormen. De tram reed hier enkelsporig aan de kant van de weg, met enkele wisselplaatsen. Rijkswaterstaat wilde van de tram af en zo kwam op 1 augustus 1939 een einde aan de tram naar Haren. Het nog maar 18 jaar oude trammaterieel werd, op twee motorwagens na, gesloopt. Het vervoer naar Haren werd overgenomen door het busbedrijf GDS, een dochteronderneming van de EDS.
Lijn 1 was tegelijk met lijn 5 vervangen door een busdienst, maar keerde na het uitbreken van de Tweede Wereldoorlog in mei 1940 terug; nu reden de trams door tot de gemeentegrens bij de Esserweg. Voorbij de gemeentegrens met Haren had Rijkswaterstaat de sporen van lijn 5 opgebroken. Lijn 3 was gaan doorrijden naar het Noorderstation. De overgebleven twee tramlijnen bleven, met een onderbreking van enkele maanden in de winter 1944-'45, in dienst tot 13 december 1949. Toen werden ook lijn 1 (Noorderstation / Groote Markt – Heereweg / Esserweg) en lijn 3 (Noorderstation / Grote Markt – Hoofdstation) door trolleybussen vervangen. Het bedrijf ging verder als Gemeentelijk Vervoerbedrijf Groningen (GVB).
- Zie verder het artikel over de Groningse trolleybus.

## Trammaterieel

### Stadslijnen
Voor de dienst op de stadslijnen beschikte de GTG over 20 tweeassige motorwagens, gebouwd in 1909 door MAN te Neurenberg. Zij waren donkergroen van kleur en droegen de nummers 1-16 en 26-29. Geheel bijpassend waren vier gesloten bijwagens, genummerd 17-20. In 1915 kwamen er nog vijf motorwagens bij, ook van MAN, van een iets grotere uitvoering, met de nummers 31-35. Voorts waren er 6 open bijwagens 21-25 en 30.

### Buitenlijn
Met de ingebruikname van buitenlijn 5 naar Haren kwam er in 1921 nieuw materieel bij. Dit betrof zeven tweeassige motorwagens gebouwd door de Hannoversche Waggonfabrik (HAWA) te Hannover met de nummers 36-42. Deze motorwagens waren op enkele details na, gelijk aan de in datzelfde jaar aan de Haagse tram geleverde motorwagens 265-279. Ook de kleur, crème met bruin, was gelijk aan die van de Haagse trams. De belangrijkste verschillen waren de spoorwijdte (meterspoor in plaats van normaalspoor) en het feit dat de Groningse trams twee koplampen aan ieder balkon hadden (verplicht voor interlokale tramwegen). Ook de stroomafnemer had een iets ander model, terwijl de elektromotoren minder krachtig waren dan die van de Haagse soortgenoten. Voorts werden, ook door HAWA, nog zes geheel bijpassende bijwagens met de nummers 43-48 geleverd.

### Sloop
Met de opheffing van de tram naar Haren in 1939 werden de nog maar achttien jaar oude HAWA-trams, op twee motorwagens na, gesloopt. De bijwagens, die door de tegenvallende vervoersvraag vrijwel alleen maar op dinsdag (marktdag te Groningen) gereden hadden, waren nog in uitstekende staat. De sloper behoefde slechts 100 gulden per wagen te betalen. Ook naar toenmalige maatstaven een koopje, maar geen enkel ander trambedrijf had belangstelling. Een jaar later had men deze trams nog goed kunnen gebruiken nadat Nederland in mei 1940 bezet was en benzineschaarste al spoedig aan de orde was. Er was enige kritiek op het feit dat de GTG dit relatief moderne materieel liet slopen en op de stadslijnen door bleef rijden met de oudere, kleinere en deels minder goed functionerende MAN-trams. Wel waren de HAWA-motorwagens 39 en 40 nog beschikbaar voor extra trams naar de Esserweg.
Nadat in 1949 de rest van het trambedrijf was opgeheven werden de 19 nog aanwezige motorwagens in 1950 in een tramdorp van noodwoningen geplaatst nabij de Friesestraatweg. Enkele jaren later, in 1954, werd alles gesloopt.

### Kolentram
Naast de trams voor passagiersvervoer bestond in Groningen een kolentram. Deze vervoerde, met drie motorwagens en een aanhangwagen die door Allan Rotterdam gebouwd waren, vanaf 1916 de zwarte brandstof van het Noorderstation naar de Gasfabriek. Nog elf jaar na de opheffing van de rest van het trambedrijf reed deze zijn ritjes tot het einde in 1960. Nog tot in de jaren zeventig hebben er tramrails in de Noorderstationsstraat gelegen.

### Museumtram 41

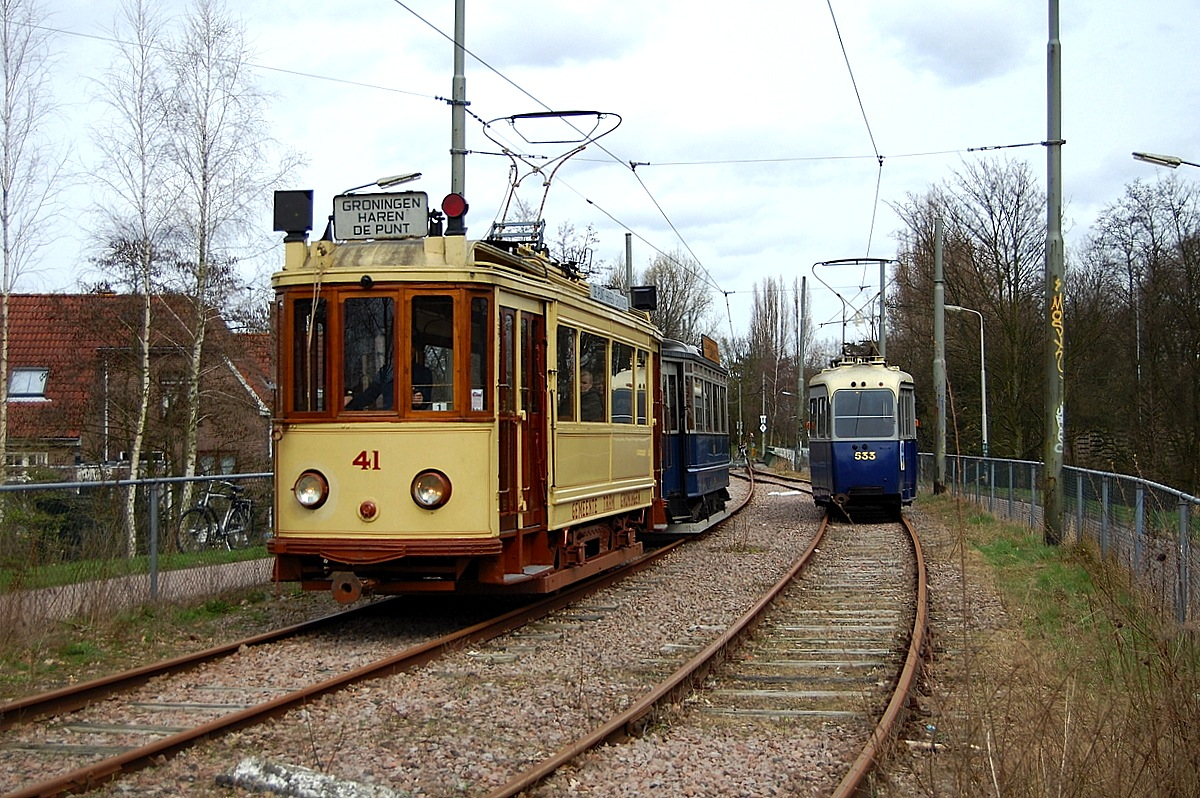
De Groninger motorwagen 41 met de Amsterdamse bijwagen 916 te Amstelveen.

Toen in 1981 het Gemeentelijk Vervoerbedrijf Groningen zijn 75-jarig bestaan ging vieren, betreurde men het feit dat er van de Groninger tram niets bewaard was gebleven. Bij de Electrische Museumtramlijn Amsterdam (EMA) bleek de Haagse motorwagen 267 aanwezig te zijn uit dezelfde fabriek (HAWA in Hannover) en van hetzelfde type en bouwjaar (1921) als de trams die Groningen ooit bezat. De wagen verhuisde in november 1980 naar Groningen en werd in enkele maanden tijd omgetoverd tot een roomgele Groninger tram. Hij kreeg het nummer 41, uit de Groninger serie 36-42 die (afgezien van de spoorwijdte) vrijwel identiek is aan de Haagse serie waaruit de 267 afkomstig was. Bij de jubileumviering in maart 1981 stond de tram naast de Martinitoren. Sinds de tram rijvaardig is gemaakt, doet de Groninger 41 vanaf de zomer van 1981 dienst op de museumtramlijn in Amsterdam. Tussen 1987 en 1992 is de wagen tijdens een grote onderhoudsbeurt verder in Groninger toestand gebracht. Bij het eeuwfeest van het vervoerbedrijf keerde de 41 in juni 2006 nog eens terug om de Groningers te herinneren aan hun tramverleden.

## Plannen
Na het verdwijnen van de tram uit Groningen werden er met enige regelmaat plannen gepresenteerd om de tram weer in te voeren. Echt serieus werden die plannen nooit. Ook in het kader van de regiovisie Groningen-Assen werd de tram weer opgevoerd als mogelijke oplossing voor het bereikbaar houden van Groningen. Deze plannen kregen serieus gestalte nadat de Zuiderzeelijn werd afgeblazen en het Noorden ruim twee miljard euro beschikbaar kreeg voor alternatieven voor de Zuiderzeelijn. In mei 2008 werd daarop het plan voor de RegioTram Groningen gepresenteerd. Dit project riep veel discussie en tegenstand op, maar leek al dicht bij verwezenlijking te zijn toen het in september 2012 om financiële en politieke redenen alsnog werd geannuleerd.